# Belchereilanden
De Belchereilanden (Engels: Belcher Islands) vormen een archipel in het zuidoosten van de Hudsonbaai in Canada. Ze liggen in de regio Qikiqtaaluk in het territorium Nunavut. De eilanden hebben een gezamenlijke oppervlakte van ca 2.800 km² en een inwonertal van ongeveer 750.
De eilandengroep bestaat uit zo’n 1.500 eilanden, waarvan de grootste zijn: Flaherty-eiland, Kugongeiland, Moore-eiland, Tukarakeiland, Innetallongeiland, Wiegandeiland, Spliteiland, Snape-eiland en Mavoreiland. In het noorden van Flaherty-eiland ligt Sanikiluaq, de meest zuidelijke gemeente van Nunavut.
De Belchereilanden werden in 1610 door Henry Hudson ontdekt en later naar de Britse ontdekkingsreiziger en poolonderzoeker Edward Belcher vernoemd.
De archipel is 1,64 tot 2,34 miljard (Ga) ontstaan tijdens het Proterozoïcum. Hun zeldzame, sliertige vorm danken de eilanden aan het feit dat klastische afzettingsgesteente en stollingsgesteente door erosie aan bodemdalingen onderhevig waren waardoor de hardere gesteenten boven de zeespiegel bleven.

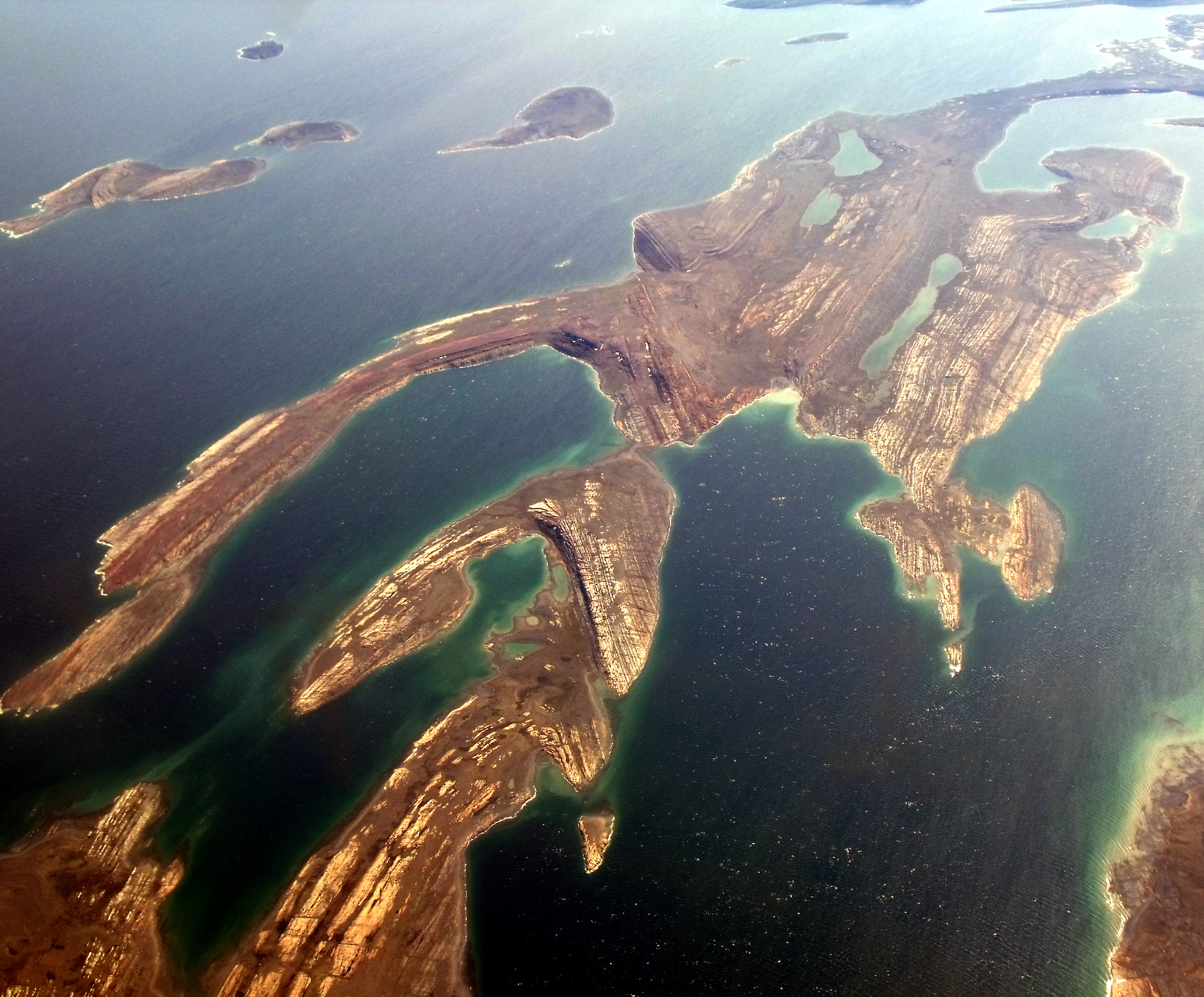
rotsen bij Sanikiluaq
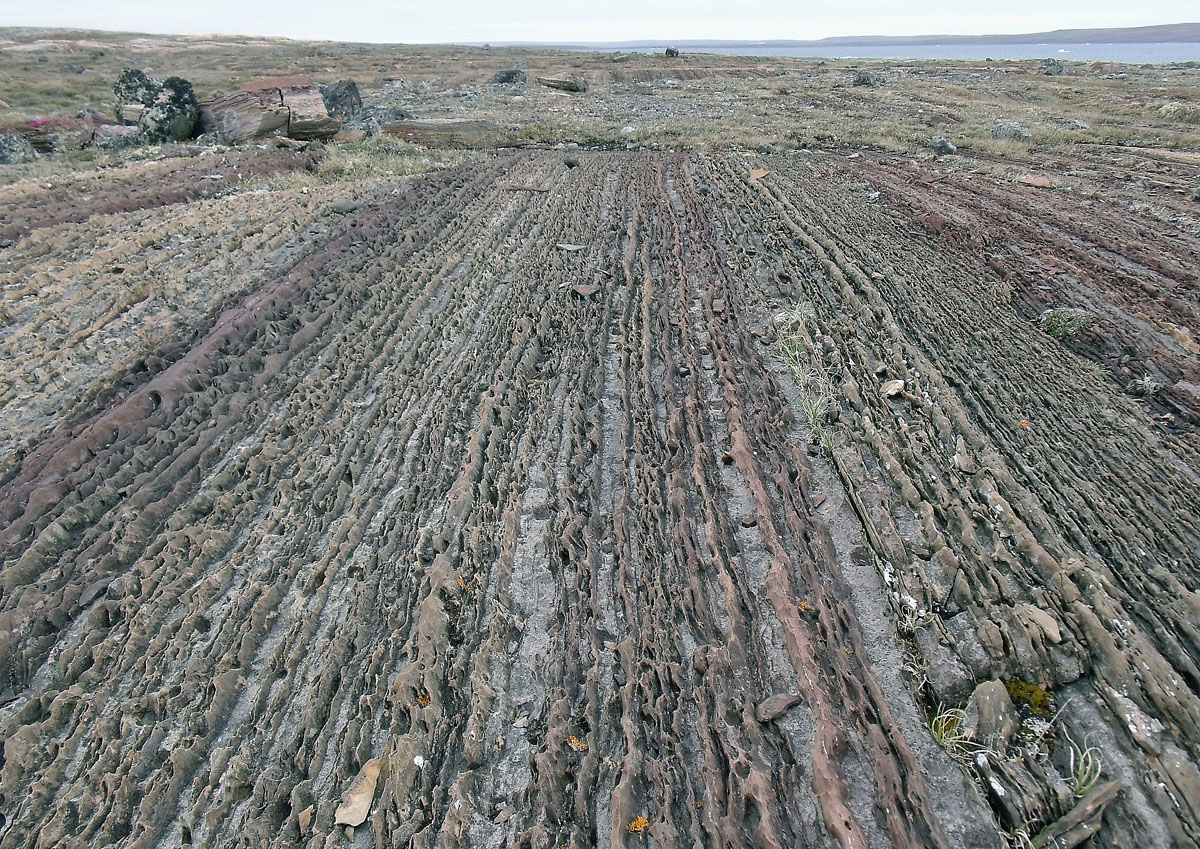
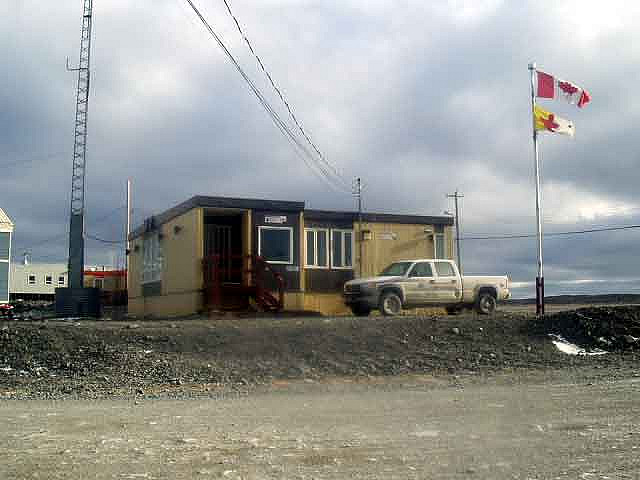
Politiepost in Najuqsivik (Sanikiluaq)